# Muntura Sigma SA
La muntura Sigma SA, introduïda el 1992, està dissenyada pel seu ús amb càmeres reflex de pel·lícula 35mm i digitals i càmeres sense mirall d'objectius intercanviables, com la Sigma SA-300, la primera de la sèrie.
Abans que Sigma utilitzes aquesta muntura hi va haver dos precursors, el 1976 la Sigma Mark-I d'enfocament manual, la qual utilitzava la rosca M42, i la SA -1 de 1984 amb muntura Pentax K.
Originalment, la muntura SA era una muntura de doble de baioneta, una interior (SA-IB) i una exterior (SA-OB), aquesta última estava destinada a muntar teleobjectius pesats, la qual es va deixar d'usar amb l'SD14 el 2006.
Mecànicament, la muntura SA és similar a la muntura Pentax K, però amb una distància focal de brida de 44mm i un diàmetre de 54mm, igual que la muntura Canon EF. Igual que la Canon EF, aquesta usa la comunicació electrònica entre el cos i l'objectiu i, de fet, utilitza les mateixes línies de senyalització i protocol, malgrat això entre les dues muntures les òptiques no són compatibles. Sigma fa temps que produeix lents de muntura EF per a càmeres Canon i, per tant, va tenir la capacitat d'usar aquest protocol.
El setembre de 2018, Sigma va anunciar que aturava el desenvolupament de càmeres de muntura SA i que se centrava en la muntura Leica L, com a membre de l'Aliança de muntura L.

## Esquema de noms de les càmeres amb muntura SA
Les primeres càmeres de Sigma amb muntura SA són càmeres analogiques i utilitzen pel·lícula de 35mm.
| Model                | Any         | Muntura       |
| -------------------- | ----------- | ------------- |
| SA-300 / SA-300 QD   | 1992 / 1993 | SA-IB i SA-OB |
| SA-300N / SA-300N QD | 1994        | SA-IB i SA-OB |
| SA-5 / SA-5 QD       | 1997        | SA-IB i SA-OB |
| SA-7 / SA-7 QD       | 2001        | SA-IB i SA-OB |
| SA-9 / SA-9 QD       | 2001        | SA-IB i SA-OB |
| SA-7N / SA-7N QD     | 2002        | SA-IB i SA-OB |

Els següents models són digitals i utilitzen diferents mides del sensor Foveon de Sigma.
| Model        | Any  | Muntura       | Sensor                 |
| ------------ | ---- | ------------- | ---------------------- |
| SD9          | 2002 | SA-IB i SA-OB | APS-C (20.7 x 13.8 mm) |
| SD10         | 2003 | SA-IB i SA-OB | APS-C (20.7 x 13.8 mm) |
| SD14         | 2006 | SA-IB         | APS-C (20.7 x 13.8 mm) |
| SD15         | 2010 | SA-IB         | APS-C (20.7 x 13.8 mm) |
| SD1          | 2010 | SA-IB         | APS-C (23.5 x 15.7 mm) |
| SD1 Merril   | 2012 | SA-IB         | APS-C (23.5 x 15.7 mm) |
| SD Quattro   | 2016 | SA-IB         | APS-C (23.5 x 15.7 mm) |
| SD Quattro H | 2016 | SA-IB         | APS-H (26.6 x 17.9 mm) |

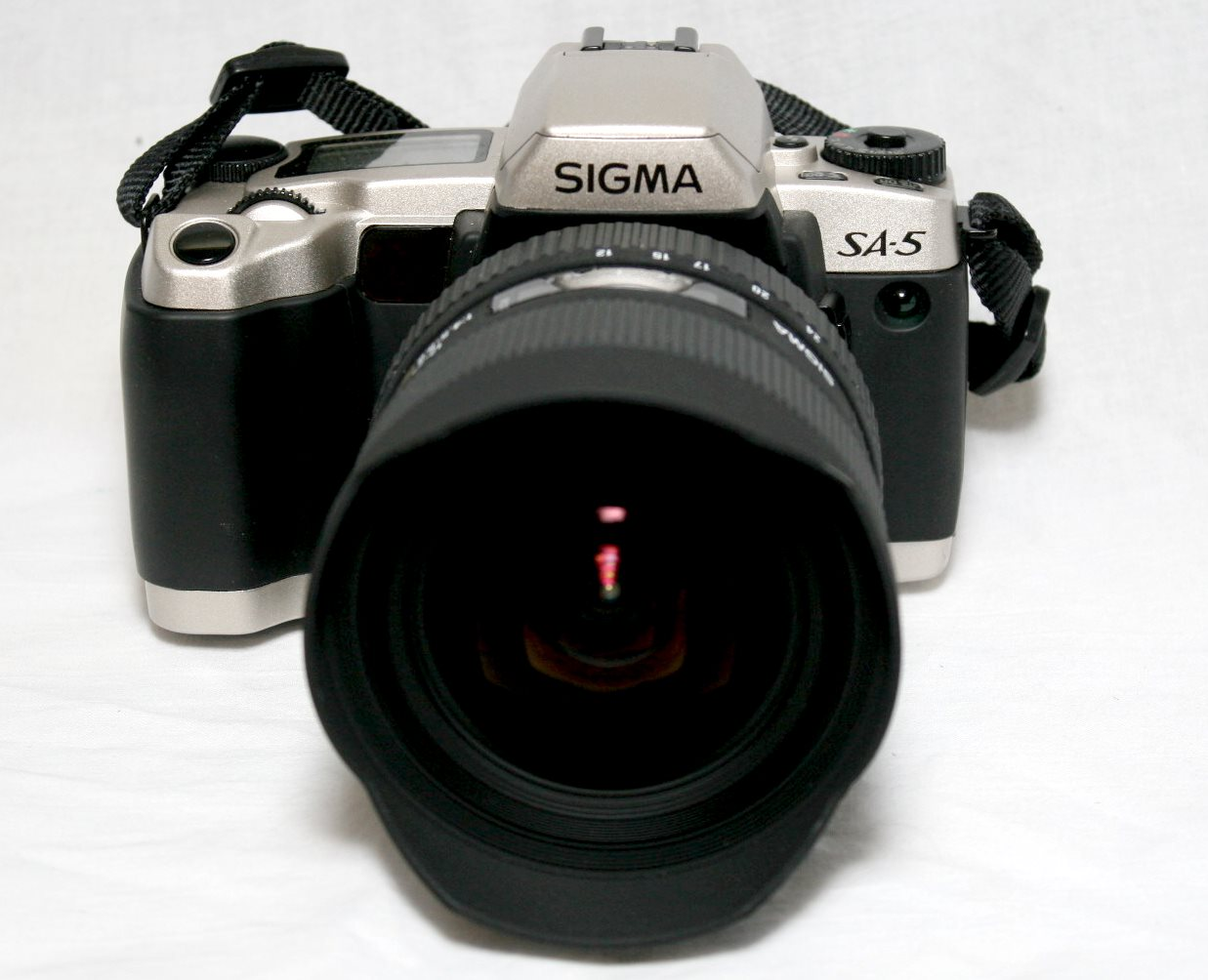
Sigma SA-5 - Sigma 12-24mm

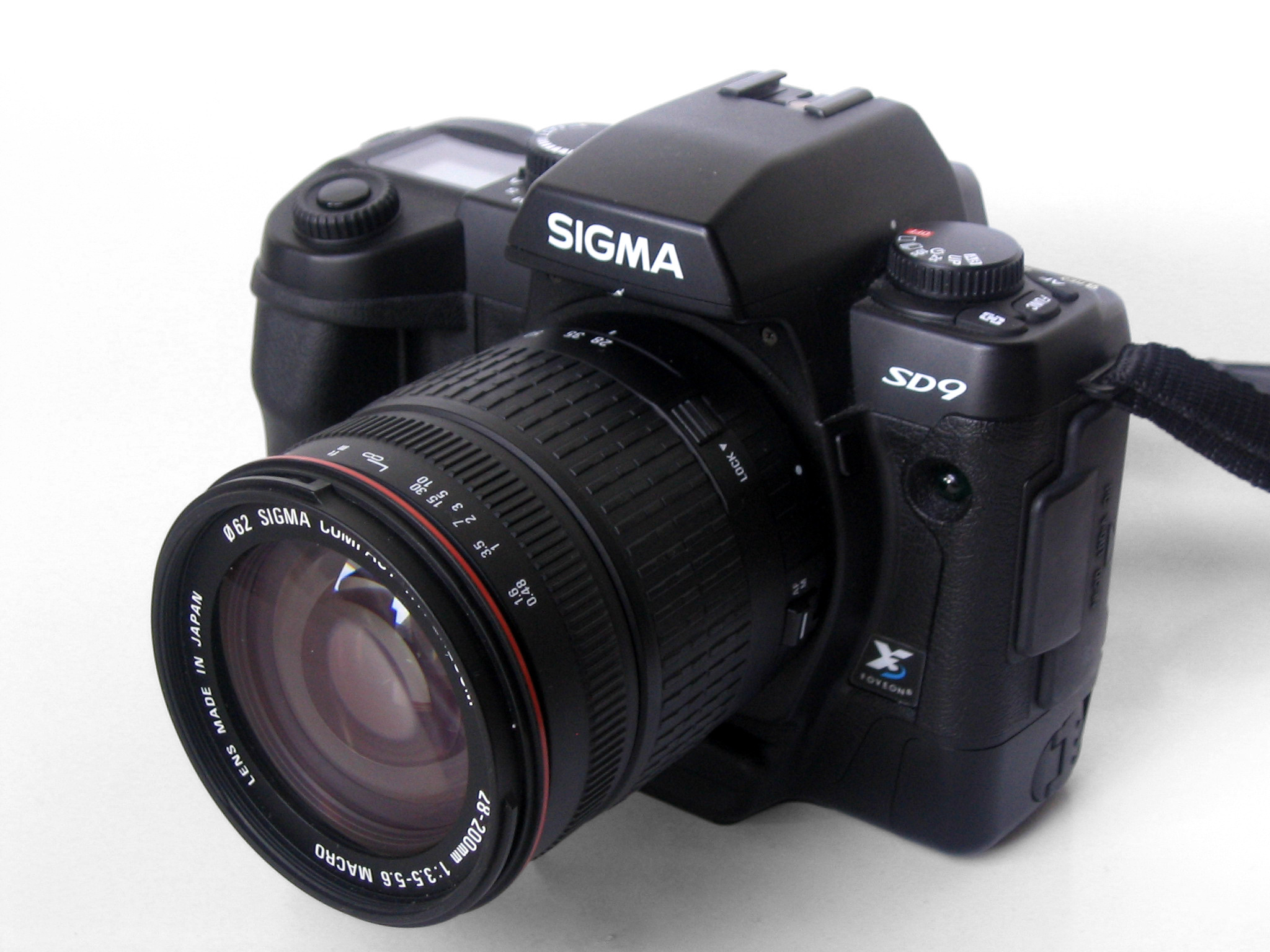
Sigma SD9

Els models de Sigma amb el prefix DP són càmeres compactes d'òptica fixa amb diferents mides de sensor d'imatge.

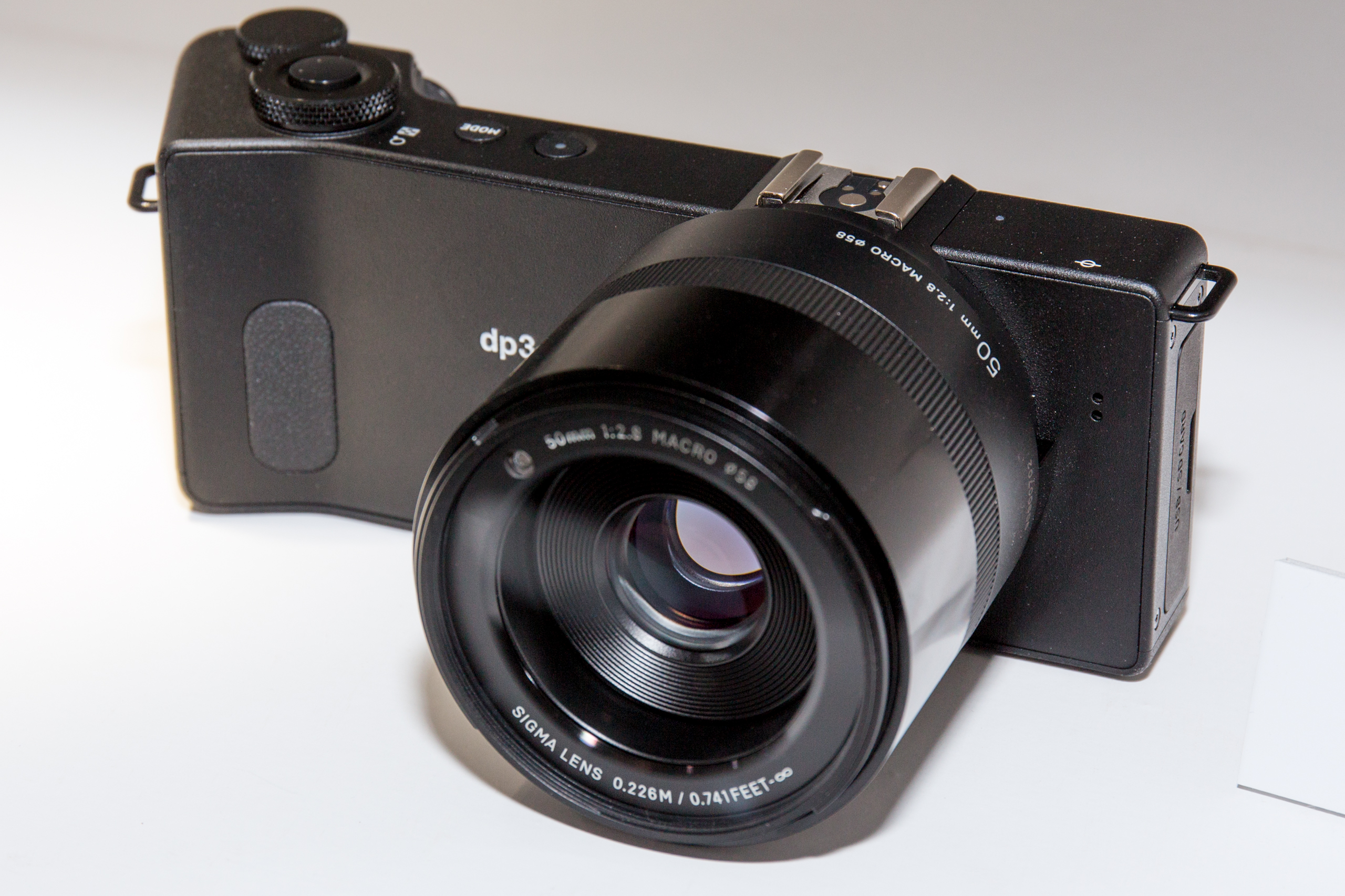
Sigma DP3 Quattro

| Model       | Any  | Sensor                 |
| ----------- | ---- | ---------------------- |
| DP1         | 2006 | APS-C (20.7 x 13.8 mm) |
| DP2         | 2008 | APS-C (20.7 x 13.8 mm) |
| DP1s        | 2009 | APS-C (20.7 x 13.8 mm) |
| DP1x        | 2010 | APS-C (20.7 x 13.8 mm) |
| DP2s        | 2010 | APS-C (20.7 x 13.8 mm) |
| DP2x        | 2011 | APS-C (20.7 x 13.8 mm) |
| DP1 Merril  | 2012 | APS-C (23.5 x 15.7 mm) |
| DP2 Merril  | 2012 | APS-C (23.5 x 15.7 mm) |
| DP3 Merril  | 2013 | APS-C (23.5 x 15.7 mm) |
| DP1 Quattro | 2014 | APS-C (23.5 x 15.7 mm) |
| DP2 Quattro | 2014 | APS-C (23.5 x 15.7 mm) |
| DP3 Quattro | 2014 | APS-C (23.5 x 15.7 mm) |
| DP0 Quattro | 2015 | APS-C (23.5 x 15.7 mm) |

## Objectius i adaptadors
Tots els objectius per a DSLR fabricats per Sigma des de 1993 estan disponibles per a la muntura SA.
A fi que els usuaris de Sigma SA puguin usar les seves lents en les noves càmeres de l'aliança de muntura L, el 2019 Sigma va presentar el MC-21, un adaptador de muntura SA a muntura L. Aquest adaptador també està disponible per a adaptar els objectius de Canon EF a càmeres amb muntura Leica L.
Utilitzant la muntura de baioneta SA-OB (en els cossos de càmera que la tenen incorporada), els objectius de muntura Nikon F es poden col·locar i utilitzar mitjançant un adaptador JTAT desenvolupat per Kazuo Suzuki, Tachibana Seisakusho.